# Al-Muqtadí (abbàssida)

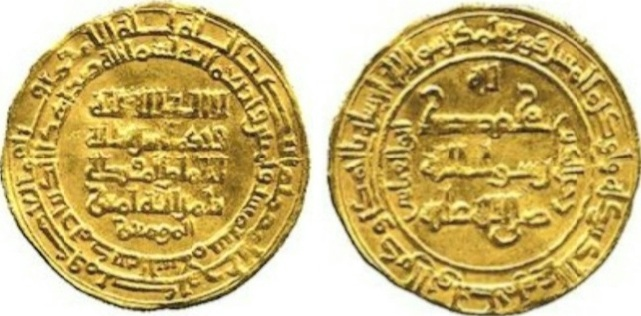
Dinar encunyat pel califa Al-Muqtadi.

Abu-l-Qàssim Abd-Al·lah al-Muqtadí bi-amr-Al·lah (àrab: أبو القاسم عبد الله المقتدي بأمر الله, Abū l-Qāsim ʿAbd Allāh al-Muqtadī bi-amr Allāh), més conegut per la primera part del seu làqab com a al-Muqtadí (1056-1094), fou califa abbàssida de Bagdad (1075-1094). Era net del califa al-Qàïm i fill de Muhàmmad Dhàkirat-ad-Din.
Pertanyia al madhhab xafiïta tradicional i després d'assolir el poder, per equilibrar les tendències, va organitzar una intervenció entre hanbalites i axarites. El 1083 va expulsar els Banu Djahir que tenien de manera hereditària el visirat. Amid-ad-Dawla al-Jahirí, proper dels turcs seljúcides, fou destituït i va nomenar visir Abu-Xujà ar-Rudhrawarí. Això va portar al cisma religiós pel suport dels seljúcides a una de les tendències.
Nidham-al-Mulk, el visir del sultà, va iniciar una política l'afebliment del poder del califa i la seva cort. El soldà seljúcida Màlik-Xah I era el veritable governant. Aquest va anar per primer cop a Bagdad (acompanyat de Nidham-al-Mulk) el 1086 i hi va restar fins al maig del 1087 i fou llavors quan la seva filla Màlik Khatun (Muhmalak o Mah Màlik) va esdevenir l'esposa del califa que abans de succeir al seu avi ja s'havia casat amb una filla d'Alp Arslan (per desig d'al-Qàïm). Aquest segon matrimoni, purament polític, que es va fer el 1087, no va durar; el sultà va posar com a condició que califa renunciés a tot l'harem i que la seva filla fos l'única esposa. El 1089 Màlik Khatun es va sentir menystenguda i va retornar a la cort paterna emportant-se el fill nascut poc abans, Abu l-Fadl Djafar. Aquest fill fou el net preferit de l'avi Màlik-Xah I, que el va voler utilitzar contra el califa.
El 1090 els càrmates van saquejar Bàssora i centres de propaganda ismaïlita sorgien en diversos llocs pel mateix temps (a Síria, la Jazira i Iran incloent Esfahan i Rayy) i el dai Hasan al-Sabbah es va apoderar d'Alamut. Màlik-Xah I va triar a Bagdad com a quarter general l'hivern del 1091 al 1092, i hi va anar per segona vegada, ignorant totalment al califa, al qual va exigir la destitució com a hereu (wali l-adh) del seu fill gran, el futur al-Mustazhir en favor del fill més jove Djafar, net de Màlik-Xah I. El califa va demanar un temps per pensar-ho. Màlik va sortir de Bagdad l'abril de 1092 i va retornar a la seva capital Esfahan, i es va emportar el jove Djafar. L'octubre de 1092 va morir Nidham-al-Mulk. Màlik-Xah va retornar a Bagdad i va exigir del califa el seu trasllat a alguna altra ciutat, però la seva mort sobtada el novembre de 1092 va posar fi a aquest afer i al-Muqtadí va poder confirmar el seu fill al-Mustazhir com a hereu. Va negociar amb la vídua de Màlik, Turkhan Khatun, que se'n havia tornat a Esfahan després de la mort del seu marit, i el califa es va negar a reconèixer al successor del difunt, Nàssir ad-Din Mahmud I ibn Màlik-Xah com a únic sultà. Va donar suport al repartiment de funcions entre les militars, per l'emir Öner, i les administratives, pel visir Tadj al-Mulk, enfront d'un poder únic dirigit per la vídua, i ho va fer confirmar per una fàtua del teòleg al-Ghazali. En aquestes condicions el califa va reconèixer Mahmud, i el seu fill Djafar li fou retornat, si bé va morir al cap de pocs mesos (1093).
En els següents anys el califa es va limitar a donar suport al pretendent seljúcida més fort. Els mamàlik (‘esclaus’) de Nidham-al-Mulk van matar Turkhan Khatun i Mahmud el 1093 i van alliberar i posar al tron a Rukn-ad-Din Barkyaruq, fill també de Màlik-Xah I però de més edat que Mahmud, que ja s'havia erigit en rival d'aquest i havia estat empresonat a Esfahan per Turkhan Khatun. Barkyaruq fou finalment reconegut pel califa.
No va passar gaire temps quan al-Muqtadí va morir de manera inesperada a Bagdad el 4 de febrer del 1094 amb 39 anys i després de quasi 20 de regnat. La seva mort fou tinguda en secret tres dies i llavors el seu fill al-Mustazhir, de 15 anys, fou entronitzat. El califa difunt fou enterrat el 13 de febrer de 1094.